# Maurice Michael Otunga
Maurice Michael Otunga (Chebukwa, 31 de janeiro de 1923 - Nairobi, 6 de setembro de 2003) foi um cardeal queniano da Igreja Católica, arcebispo de Nairóbi.

## Vida
Maurice Michael Otunga, filho de um chefe tribal, converteu-se ao catolicismo em 1935. Estudou no seminário de Kampala e em Roma, os temas da teologia e filosofia católicas e recebeu em 3 de outubro de 1950 o sacramento da Ordem. Depois de mais estudos, ele foi professor de teologia em 1953 no seminário de Kakamega. A partir de 1956, trabalhou na administração diocesana.
Em 17 de novembro de 1956, o Papa Pio XII nomeou-o Bispo titular de Tacapae e bispo auxiliar em Kisumu. A ordenação episcopal foi doada a ele em 25 de fevereiro de 1957 por James Robert Knox, delegado apostólico na África Oriental Britânica; os co- consagradores foram John Joseph McCarthy, arcebispo de Nairobi, e Frederick Hall, bispo de Kisumu.
Em 1960, Maurice Michael Otunga tornou-se bispo de Kisii. Ele participou nos anos 1962 a 1965 no Concílio Vaticano II e em 1964 bispo militar no Quênia. Em 1969, o papa Paulo VI o nomeou Arcebispo titular de Polymartium e coadjutor com direito de sucessão para a Arquidiocese de Nairóbi, cuja liderança Maurice Michael Otunga assumiu no 1971. Em 1973, o papa Paulo VI o elevou como cardeal-presbítero com a igreja titular de São Gregório Barbarigo na Tre Fontane no Colégio dos Cardeais. Otunga dirigiu a Conferência Episcopal do Quênia durante muitos anos e foi membro do Comitê Permanente do Conselho das Conferências Episcopais Africana e Malgaxe SECEAM. Em 1994, por razões de idade, ele renunciou a Arquidiocese de Nairóbi e mudou-se para uma casa de repouso, onde trabalhou como pároco.
Maurice Michael Otunga faleceu em 6 de setembro de 2003 em Nairóbi. Ele foi o primeiro cardeal do Quênia na história. Em 2009, seu processo de beatificação foi iniciado.

## Literatura
- Margaret A. Ogola, Margaret Roche: Cardeal Otunga. Um dom da graça. Nairobi 1999.